# Margareta Lindberg
Jenny Emilie Greta "Margareta" Lindberg (Estocolm, 31 de maig de 1889 - Lidingö, Estocolm, 21 de maig de 1984) va ser una tennista sueca que va competir a començaments del segle xx.
El 1920 va prendre part en els Jocs Olímpics d'Anvers on va disputar la competició individual del programa de tennis. En ella fou eliminada en primera ronda.